# Андреев, Анатолий Николаевич
Анато́лий Никола́евич Андре́ев (род. 28 апреля 1958, Североуральск) — белорусский филолог, культуролог, писатель; доктор филологических наук, профессор.

## Биография
Родился 28 апреля 1958 г. в г. Североуральске Свердловской области РСФСР. По национальности — русский. Отец (1932 г.р.) работал мелиоратором (машинистом экскаватора) в УМР «Таджикцелинстрой», г. Чкаловск. Мать (1935—1997 гг.) работала преподавателем истории в школах № 2 и № 22 Нау.
- 1973—1977 гг. — музыкальное училище г. Ленинабада (сейчас — Ходжент) по классу баян.
- 1977—1979 гг. — обучение в Таджикском государственном институте искусств им. М. Турсун-заде (г. Душанбе, отделение "Актёр театра драмы и кино").
- 1979—1984 гг. — обучение на филологическом факультете Белорусского государственного университета им. В. И. Ленина (г. Минск).
- 1991 г. — защита кандидатской диссертации («Жанровая эволюция советского рассказа 20-х годов (на материале русской и белорусской литератур)»)[1].
- 1998 г. — защита докторской диссертации («Целостность художественного произведения как литературоведческая проблема», Москва, МГУ им. М. В. Ломоносова)[2].

## Карьера в образовании
- 1984—1988 — учитель русского языка и литературы СШ № 9, № 140 г. Минска.
- октябрь 1990 г. — по наст. вр. — филологический факультет БГУ .
- сентябрь 1999 г. — по наст. вр. — профессор кафедры теории литературы БГУ (в 2004 присвоено звание профессора).

Автор свыше 200 научных публикаций, в том числе 15 книг (монографий, учебника, учебных пособий), а также типовой учебной программы по теории литературы. Как теоретик литературы последовательно разрабатывает методологию целостного анализа литературно-художественных произведений.
Постоянный участник всех пушкинских форумов, проводимых в Республике Беларусь; автор монографии «Лишний Пушкин».
Автор публикаций, посвященных анализу творчества Л. Н. Толстого, Ф. М. Достоевского, А. П. Чехова, М. А. Шолохова, В. В. Набокова, М. А. Булгакова, многочисленных обзоров философско-эссеистического характера. Широкий общественный резонанс имела статья «Русская литература Беларуси», которая во многом способствовала актуализации самого термина «русская литература Беларуси».
Среди монографий — «Целостный анализ литературного произведения», «Культурология. Личность и культура», «Психика и сознание: два языка культуры», «Теория литературы. Учебник. В 2-х т.», «Основы теории литературно-художественного творчества», «Персоноцентризм в классической русской литературе XIX в.», «Персоноцентризм в русской литературе XX в.» и др.

## Сфера научных интересов
Основная сфера научных интересов: теория и история литературы (прежде всего история русской литературы XIX—XX вв.), а также культурология (личность и культура, диалектика художественного сознания и д.т.).

## Литературно-художественная деятельность
Член Союза писателей Беларуси, член Санкт-Петербургского отделения Союза писателей России, член Союза писателей Союзного государства. Автор одиннадцати изданных романов («Легкий мужской роман», «Для кого восходит Солнце?», «Халатов и Лилька», «Мы все горим синим пламенем», «Маргинал», «Срединная территория», «Всего лишь зеркало…», «Игра в игру», «Отчуждение» и др.), повестей («Апельсины на асфальте», «Таков поэт», «Вселенная не место для печали» и др.), рассказов, пьес.
Произведения публиковались в российских (журналах «Дружба народов», «Дон», «Наш современник», «День и ночь», «Второй Петербург» в «Литературной Газете»), украинских (журнал «Радуга»), казахских (журнал «Простор») и других периодических изданиях.
Автор-составитель книги «Русские в Беларуси», изданной при поддержке Правительственной комиссии по делам соотечественников за рубежом.
Повесть «Апельсины на асфальте» и рассказ «У каждого своя война» включены в «Программу по русской литературе» (для школ Республики Беларусь).
Художественные произведения регулярно становятся объектом внимания литературоведов, в 2012 г. опубликована монография профессора культурологии О. Ф. Таланцевой «Философия элитаризма в прозе Анатолия Андреева».

## Основные труды
- Психика и сознание: два языка культуры. (в 2х кн.)
  - книга 1: Капли океана. — Минск, БГУ, 2000. — 303 с. ISBN 5-457-09390-5, ISBN 978-5-4475-0229-4
  - книга 2: Вектор гуманизма: от человека — к личности. — Москва-Берлин, изд-во Direkt-MEDIA, 2014. — 256 с.